# 新伯公
新伯公，是臺灣臺中市東勢區的一個傳統地域名稱，位於該區東南半葉的西部中段。相較於今日行政區，其範圍大致包括新盛里不含東北部及東部邊界地帶、詒福里不含東部凸出部分、上城里西大半部、下城里不含西南部。

## 歷史
台灣清治末期，新伯公地區為一街庄，稱為「新伯公庄」，隸屬於捒東上堡。該庄北及東與東勢角庄為鄰，南與大茅埔庄為鄰，西邊隔大甲溪與水底藔庄、永居湖庄、土牛庄為界。。
1901年（日明治三十四年）11月，全台廢縣廳改設二十廳，該庄隸屬於臺中廳。1903年（明治三十六年）6月，該庄編入「東勢角區」，仍隸屬於臺中廳。1909年（明治四十二年）10月，全台二十廳合併為十二廳，東勢角區隸屬不變。1920年（大正九年），全台地方制度大改正，該庄改制為「新伯公」大字，隸屬於臺中州東勢郡東勢庄，大字下有「新伯公」、「上城」、「下城」、「蕃社」小字名。1933年，東勢庄升格為東勢街。
戰後東勢街改制為東勢鎮，隸屬於臺中縣，大字亦改制為里。1950年10月，中、彰、投分治，東勢鎮隸屬不變。2010年12月，隨著臺中縣、市合併為直轄臺中市，東勢鎮改制為東勢區。

## 聚落
本地區發展較早的聚落有頭社、尾社、番社、新伯公、下城、上城等，在日治期初期的官方地圖上已有記載。此外，本地區尚有二社、山凍社、大排等聚落。

## 交通
省道台8線（東關路六、五段）即「中橫公路」，是臺中東勢至花蓮新城的幹道（未完全通車），大致以西北—東南走向轉北北西—南南東走向再轉縱向蜿蜒經過本地區。由該道路向西北轉北偏西可前往東勢市區並止於省道台3線路口，向南可前往大茅埔、白冷、谷關等地。
中專1線（東坑路）又稱「大雪山林道」、「大雪山200林道」，是東勢至和平區小雪山莊的道路，其西側端點位於本地區北部邊界地帶的舊省道台8線（豐勢路）路口。由此向東南轉東出境後，可前往東勢地區東南部，再轉東北蜿蜒出境後，可前往大雪山國家森林遊樂區。

## 學校
- 東勢高工
- 新盛國小
- 新成國小